# Calau-de-hemprich
O calau-de-hemprich ou calau-da-abissínia (Lophoceros hemprichii) é uma espécie de calau da família Bucerotidae. 
Pode ser encontrada nos seguintes países: Djibouti, Eritreia, Etiópia, Quénia, Somália, Sudão e Uganda. 